# Georg Heinrich Ferdinand Nesselmann
Georg Heinrich Ferdinand Nesselmann  (Fürstenau, 14 février 1811 — Königsberg, 7 janvier 1881) est un orientaliste, philologue et historien des mathématiques allemand.

## Œuvres
- (de) Versuch einer kritischen Geschichte der Algebra, G. Reimer, Berlin 1842
- (de) Wörterbuch der littauischen Sprache, Gebrüder Bornträger, Königsberg 1851
- (de) Littauische Volkslieder, gesammelt, kritisch bearbeitet und metrisch übersetzt, Dümmler, Berlin 1853
- (de) Thesaurus linguae prussicae, 1873, réimpression 1969
- (de) Die Sprache der Preußen an ihren Überresten erläutert, 1845